# Waler
Der Waler ist eine Australische Pferderasse. Der Name leitet sich von seinem  Herkunftsgebiet New South Wales ab.

## Geschichte
Der Waler entwickelte sich aus verschiedenen Ursprungsrassen, insbesondere Vollblut,  Araber, das Kap-Pferd aus Südafrika, das Timor-Pony und vielleicht noch etwas Clydesdale oder Percheron.
Ursprünglich wurde er nur als ein Pferdetyp angesehen und nicht systematisch gezüchtet. Da die Landrasse aber unter den extremen Klimabedingungen und harten Arbeitsbedingungen von Australien entstanden war, bildete sich ein harter Pferdeschlag mit großer Ausdauer heraus, der auch mit Futter- und Wassermangel zurechtkommt. In den 1850er Jahren entwickelte sich der Waler als Pionierpferd. Australische Cowboys schätzten die große Ausdauer und den Lebensmut des Walers. Sie sind genügsam, robust und unempfindlich gegenüber Wetterunbilden. Die Kavallerie erkannte bald den Nutzen der Waler, die eine aus Australien stammende Warmblutrasse sind. Mit der Zeit begann man Ponys einzukreuzen, um die Wendigkeit zu verbessern.
Um 1920 begann man damit, höher im Blut stehende Pferde mit Walern zu kreuzen und so Reisepferde für Gentlemen zu erhalten. Es wurden gute Reisepferde gezogen, aber keine neue Rasse etabliert.
In den 1970er-Jahren war der Waler fast in Vergessenheit geraten. Heute wird er als Freizeitpferd und Westernpferd genutzt.

## Beschreibung
- Farbe: alle
- Stockmaß: 1,52 – 1,70 m
- Eignung: Reitpferd
- Eigenschaften: ausgeglichen, mutig, widerstandsfähig